# Sølvi Wang
Sølvi Wang (28 de agosto de 1929 – 31 de mayo de 2011) fue una cantante, actriz, comediante y artista de revista de nacionalidad noruega.

## Biografía
Su nombre completo era Sølvi Valborg Kristi Wang, y nació en Bærum, Noruega, siendo sus padres el director de orquesta y músico de jazz Yngvar Wang (1904–1960) y la cantante de iglesia Ragnhild Marie Gulbrandsen (1905–1991). A los cuatro años de edad debutó como cantante en la orquesta dirigida por su padre en el restaurante Regnbuen. Actuó por vez primera en la radio a los ocho años de edad junto a Jens Book-Jenssen y Kristian Hauger. Desde los 15–16 años cantó con la orquesta de Øivind Bergh, frecuentando también el Den Norske Swingklubb. Estudió piano bajo la dirección de Robert Riefling, y canto con Anne Brown. A lo largo de su carrera contribuyó como cantante al lanzamiento de más de 70 grabaciones discográficas.
En el Hegdehaugen gymnas conoció a su futuro esposo, el compositor y productor Egil Monn-Iversen. Wang y Monn-Iversen se casaron en 1951, y permaneciendo juntos hasta la muerte de ella en 2011. La pareja tuvo dos hijos, la productora televisiva Bitte Monn-Iversen y el productor cinematográfico Stein Monn-Iversen.
En 1950, a los 21 años de edad, fue contratada para trabajar en el archivo gramofónico de la Norsk Rikskringkasting como experta en jazz y música de baile gracias a sus estudios y experiencias musicales. Responsable de la compra y selección de discos del género, seleccionó la música emitida en el programa «Morgenmelodien» y en la entrada del show «Dansemusikk på grammofon». Sin embargo, prevalecía su carrera como cantante y actriz, por lo que en enero de 1953 renunció a su cargo. Fue sustituida por el músico de jazz.

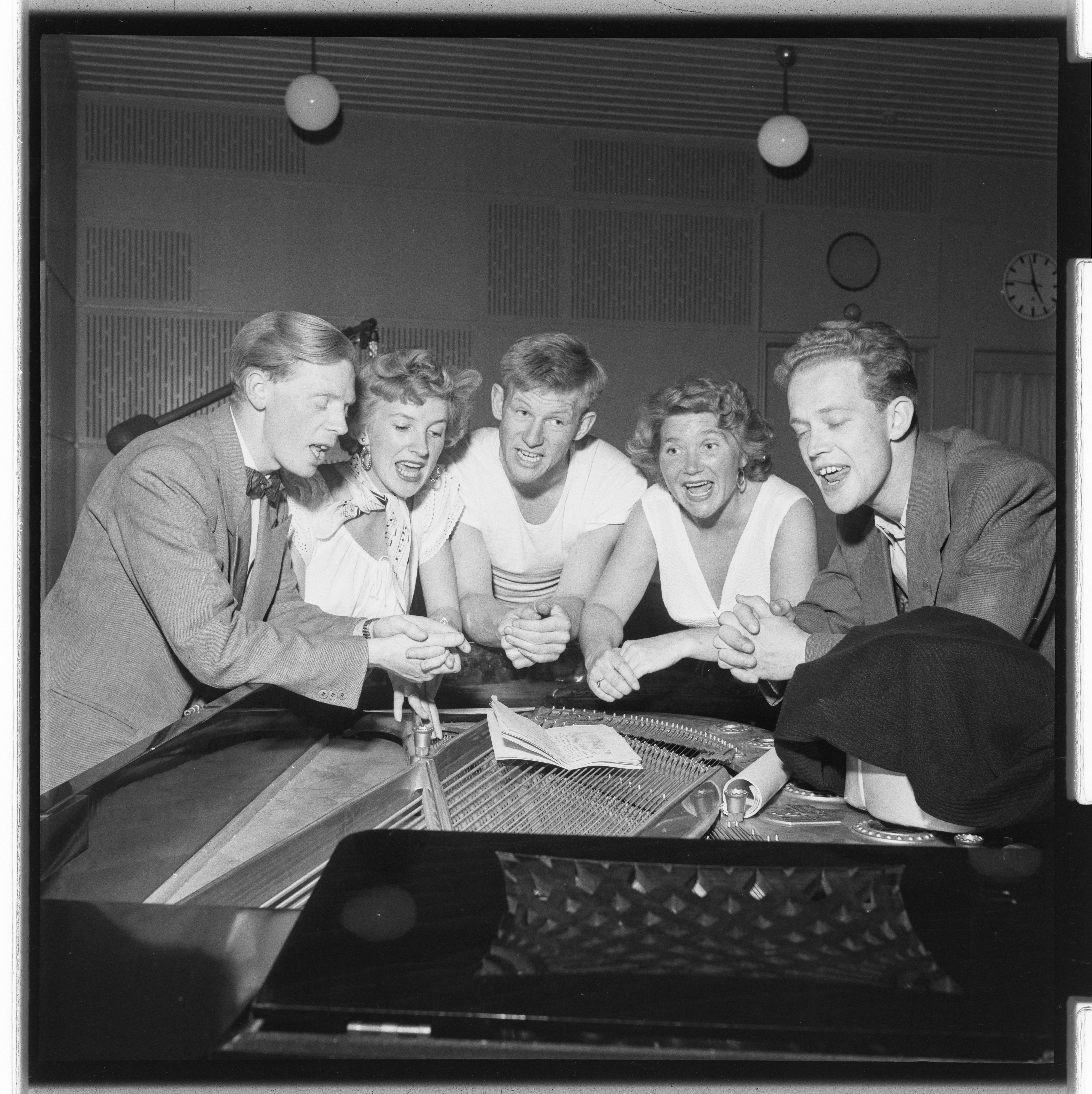
Desde la izq.: Arne Bendiksen, Sølvi Wang, Per Asplin, Nora Brockstedt y Oddvar Sanne como The Monn Keys en 1954

Sølvi Wang inició The Monn Keys junto a Egil Monn-Iversen, y fue la única artista que permaneció en la formación a lo largo de toda su trayectoria desde los años 1940 a los 1960. Con el grupo viajó en gira por Escandinavia, Benelux, Alemania Occidental, Suiza y Austria, consiguiendo especiales éxitos en su país natal y en Suecia. Fue también copropietaria de la empresa Egil Monn-Iversen AS, que en 1959 facturaba el 23 por ciento del total de la industria musical noruega. La compañía trabajaba en el lanzamiento de discos, editoriales musicales, conciertos, producciones cinematográficas y revistas.
Wang actuó en varias revistas representadas en el Chat Noir y en el Edderkoppen teater de Oslo, como solista y como parte de The Monn Keys. En el campo de la revista tuvo una estrecha colaboración con Leif Juster y Rolf Just Nilsen, organizando varias actuaciones con cada uno de ellos. Tuvo especial éxito su show en solitario Song of Sølvi, representado en 1970.
Cuando Norsk Rikskringkasting inició sus emisiones televisivas regulares en 1960, ella fue parte central de la oferta de entretenimiento de la emisora gracias a programas como Slagerparaden y Prospektkortet, que fueron igualmente populares en otros países nórdicos. Desde 1964 estuvo ligada al Det norske teatret, en el cual interpretó primeros papeles en los musicales Trost i taklampa, Annie Get Your Gun, El rey y yo, West Side Story, El violinista en el tejado, Bør Børson jr. y Ungen. Además, trabajó en piezas teatrales, películas y series televisivas.
Fue la primera noruega en ganar el festival internacional de televisión Rose d'Or, logro obtenido en 1966 gracias al show de humor That's Entertainment. Gracias a ello fue invitada a participar en el programa The Ed Sullivan Show en los Estados Unidos, así como en el London Palladium. El éxito le valió una oferta para hacer un programa de humor para la BBC. Recibió igualmente invitaciones para participar en varias ocasiones en el London Palladium y en el Show de Ed Sullivan, pero ella finalmente declinó aceptar a fin de priorizar su vida familiar y su carrera en Noruega.
En la década de 1980 Wang fue nombrada ciudadana honoraria de la ciudad de Oslo por el entonces alcalde Albert Nordengen, y en 1989 recibió la Estatuilla Leonard por su trabajo en el campo de la revista. Fue también galardonada en 1983 con el Leif Justers Ærespris junto a Jens Book-Jenssen, Bias Bernhoft y Per Lekang. 
Su último papel sobre los escenarios fue el de Golde en El violinista en el tejado en el año 1987. En 1988, a los 59 años de edad, se retiró finalmente de la escena.
Sølvi Wang falleció en Oslo en el año 2011.

## Discografía

### Extended play
- 1959 : Har du solskinn i ditt hjerte
- 1959 : Radio-favoritter

### Otros discos (selección)
- 1950 : Music! Music! Music!
- 1950 : My Foolish Heart/A Dreamer's Holiday (HMV)
- 1950 : Mona Lisa (HMV)
- 1951 : På kjærlighetsstien (HMV)
- 1953 : Barna i fjøset  (HMV)
- 1954 : Bimbo» (HMV)
- 1954 : A Dear John Letter (HMV)
- 1955 : Tre små piker i tresko / La-la-lu (Philips)
- 1955 : Banjoen er kommet hit igjen / Syng og le (Phillips)
- 1955 : Hold My Hand (HMV)
- 1955 : Bare 18 år / Bambini (Philips)
- 1956 : Den største aspidistra jeg har sett / Fiskergutten Pedro (Philips)
- 1956 : Rock and Roll Waltz / Cirillino Ci (Philips)
- 1957 : Hahaha hihihi (Triola)
- 1957 : Skibet skal sejle i nat (Triola)
- 1957 : Jag sänder mina tankar (Triola)
- 1959 : Hvorfor kom det ingen Higgins inn i mitt liv? / Tvil (Triola)
- 1960 : Tom Pillibi (Triola)
- 1960 : Goodness Gracious Me (Triola)
- 1960 : Alla andra får varann (Triola)
- 1962 : Fattigmannstrøst er å trøste seg sjøl / Twist oppi dalom (Triola)
- 1962 : Fat Mammy Brown (Triola)
- 1963 : Blåklokkevikua / Berre vent
- 1966 : Edelweiss / My Favorite Things (Nor-Disc)
- 1967 : Sussebass]] / Klara og Sara og Trine  (Polydor)
- 1967 : Tom Lehrer]]. 12 utvalgte viser (Decca)
- 1968 : Fy fy nei nei huff huff så synd / Rock Around The Clock (Polydor)
- 1967 : This Is My Song (Nor-Disc)
- 1972 : Norske toppartister (Karussell)
- 1979 : Jeg har mitt hjerte i Oslo
- 2012 : Sølvi Wang (Normann Musikk)

### Discos de The Monn Keys (selección)
- 1951 : Solskinn ombord
- 1952 : Øllebrød
- 1953 : Dyrene i Afrika
- 1954 : Hei Hå Nå Er Det Jul Igjen
- 1954 : En liten dame fra Lillesand
- 1954 : Den lille skomaker
- 1955 : Tvi-dli-di / Oh el baion
- 1956 : Bella Notte
- 1958 : Tulipaner fra Amsterdam (Triola)
- 1958 : Buona Sera
- 1959 : En glad calypso om våren (Triola)
- 1959 : Apekattene / Gløtt av Norge
- 1960 : Dreamsville (Omega Records)
- 1960 : Milk Shake / Swingin' Sheperd Blues
- 1961 : Sucu Sucu (Triola)
- 1961 : Åh, Marie jeg vil hjem til deg (Triola)
- 1961 : Here Are The Monn Keys (Warner Bros)
- 1961 : The Monn Keys synger Prøysen
- 1961 : Springar er tingen
- 1962 : Stakkars store sterke karer
- 1959 : Mandalay / Å, mama!
- 1963 : The Monn Keys, samleplate (Triola)
- 1968 : Nå er det jul igjen (RCA)
- 2015 : The Monn Keys (Normann Musikk)

### Música teatral, radiofónica y cinematográfica (selección)
- 1957 : Fifty-fifty (RCA)
- 1966 : The King and I (Nor-Disc)
- 1966 : Klatremus og de andre dyra i Hakkebakkeskogen (RCA) (Música, CD, edición de 1993)
- 1968 : Spelemann på taket (Nor-Disc)
- 1969 : Doffens meritter (NGK)
- 1972 : Bør Børson jr. (Polydor)
- 1973 : Ungen (Polydor)
- 1973 : Askepott (Disneyland)
- 1974 : Lyse øyeblikk fra Einar Schankes revyer på Chat Noir (Camp)
- 1975 : Jacques Brel er her i kveld og bur bra i Paris (Polydor)
- 1976 : Jeppe (Polydor)
- 1979 : Så lenge skuta kan gå (Polydor)

## Actuaciones teatrales (selección)
- 1952 : Over alle grenser, revista, Chat Noir
- 1953 : Være, eller ikke være, revista, Chat Noir
- 1954 : Revy-katta får liv igjen, revista, Chat Noir
- 1955 : Kjør Storgata, revista, Chat Noir
- 1957 : Fifty-fifty, musical, Centralteatret
- 1959 : Det går på by'n, revista, Chat Noir
- 1959 : Apekattene, revista, Chat Noir
- 1960 : Folk skal trives, revista, Chat Noir
- 1960 : Vi gratulerer - Norsk Dusteforbunds jubileumsrevy, revista, Chat Noir
- 1961 : Vi jubler, revista, Chat Noir
- 1961 : Vi skal trivas, revista, Parque Liseberg, Gotemburgo
- 1962 : Vår i byen, revista, Chat Noir
- 1962 : Vi skal trivas, revista, Chinatheatern de Estocolmo
- 1963 : Trost i taklampa, musical, Det norske teatret
- 1963 : Under samme hatt, revista, Edderkoppen teater
- 1964 : Ai, ai, for en artig krig, musical, Det norske teatret
- 1964 : Den svarte katta, revista, Chat Noir
- 1964 : Annie Get Your Gun, musical, Det norske teatret
- 1964 : Det er jo så deilig…, revista, Chat Noir
- 1965 : West Side Story, musical, Det norske teatret
- 1965 : Pigmalión, teatro, Det norske teatret
- 1966 : Lyse øyeblikk, revista, Chat Noir
- 1966 : Ja, lystelig det er i nord, revista, Parque Liseberg de Gotemburgo
- 1966 : El rey y yo, musical, Det norske teatret
- 1967 : Apropo det, ja, revista, gira y Det norske teatret
- 1967 : Sus i sassafrasen, teatro, Det norske teatret
- 1968 : El violinista en el tejado, musical, Det norske teatret
- 1969 : Vi to! Vi to!, musical, gira y Det norske teatret
- 1969 : Den skal tidlig krøkes, revista, Chat Noir
- 1970 : Operette, musical, Det norske teatret
- 1970 : Sølvi Solo, revista, Det norske teatret
- 1971 : Song of Sølvi, revista, Det norske teatret
- 1971 : Flyktning 71, gala benéfica, Dramaten
- 1972 : Bør Børson jr., musical, Det norske teatret
- 1973 : Ungen, musical, Det norske teatret
- 1973 : Bør Børson jr., musical, Det norske teatret
- 1974 : Kjem du i kveld, Det norske teatret
- 1975 : El alma buena de Szechwan, teatro, Det norske teatret
- 1975 : Jacques Brel er her i kveld og bur bra i Paris, cabaret, Det norske teatret
- 1976 : Jeppe på Bjerget, musical, Det norske teatret
- 1978 : Så lenge skuta kan gå, cabaret, Det norske teatret
- 1979 : Solstreif, revista, ABC-teatret
- 1979 : L/L Wang og Nilsen, revista, Det norske teatret
- 1980 : Jubileumsfest for Juster - 70 år, revista, Chat Noir
- 1981 : L/L Wang og Nilsen, revista, gira
- 1982 : Kvitt ekteskap, comedia, Det norske teatret
- 1982 : Dampen, comedia, Oslo Nye Teater
- 1982 : Dyrene i Hakkebakkeskogen, obra infantil, Oslo Nye Teater
- 1983 : Syvende himmel, revista, Chat Noir
- 1984 : Send inn ein klovn!, cabaret, Det norske teatret
- 1984 : Trost i taklampa, musical, Det norske teatret
- 1986 : My Fair Lady, musical, Chateau Neuf
- 1987 : El violinista en el tejado, musical, Det norske teatret

## Filmografía (selección)
- 1953 : Brudebuketten
- 1954 : Portrettet
- 1954 : Troll i ord
- 1955 : Klatremus i knipe
- 1958 : Et hundeliv med meg
- 1960 : Slagerparaden (TV)
- 1962 : Operasjon Løvsprett
- 1962 : Lommeoperetten: Dollarprinsessen (TV)
- 1962 : Lommeoperetten: Anything Goes (TV)
- 1963 : Prospektkortet (TV)
- 1963 : Ballader (TV)
- 1964 : Operasjon Sjøsprøyt
- 1964 : Pappa tar gull
- 1966 : That's Entertainment (TV)
- 1966 : Fire (TV)
- 1967 : Lørdagsfriing, busserull og blåklokker (TV)
- 1967 : Melodier i Norden (TV)
- 1968 : Mannen som ikke kunne le
- 1969 : Housewarming party (TV)
- 1970 : Balladen om mestertyven Ole Høiland
- 1970 : Bedside Story (TV)
- 1972 : Norske byggeklosser
- 1974 : Bør Børson Jr.
- 1974 : Ungen
- 1976 : Bør Børson II
- 1978 : Hvem har bestemt?
- 1978 : Så lenge skuta kan gå (TV)
- 1980 : Musikkspill (TV)
- 1980 : Når lysene tennes (TV)
- 1981 : Gjøgler i studio (TV)